# Gäddtjärnen (Älvdalens socken, Dalarna, 678583-138637)
Gäddtjärnen är en sjö i Älvdalens kommun i Dalarna och ingår i Dalälvens huvudavrinningsområde.